# Engenheiro Belford
Engenheiro Belford é um bairro de São João de Meriti, na Baixada Fluminense, no estado do Rio de Janeiro.. Localiza-se na Região Central do município, entre os bairros São Mateus e Centro.

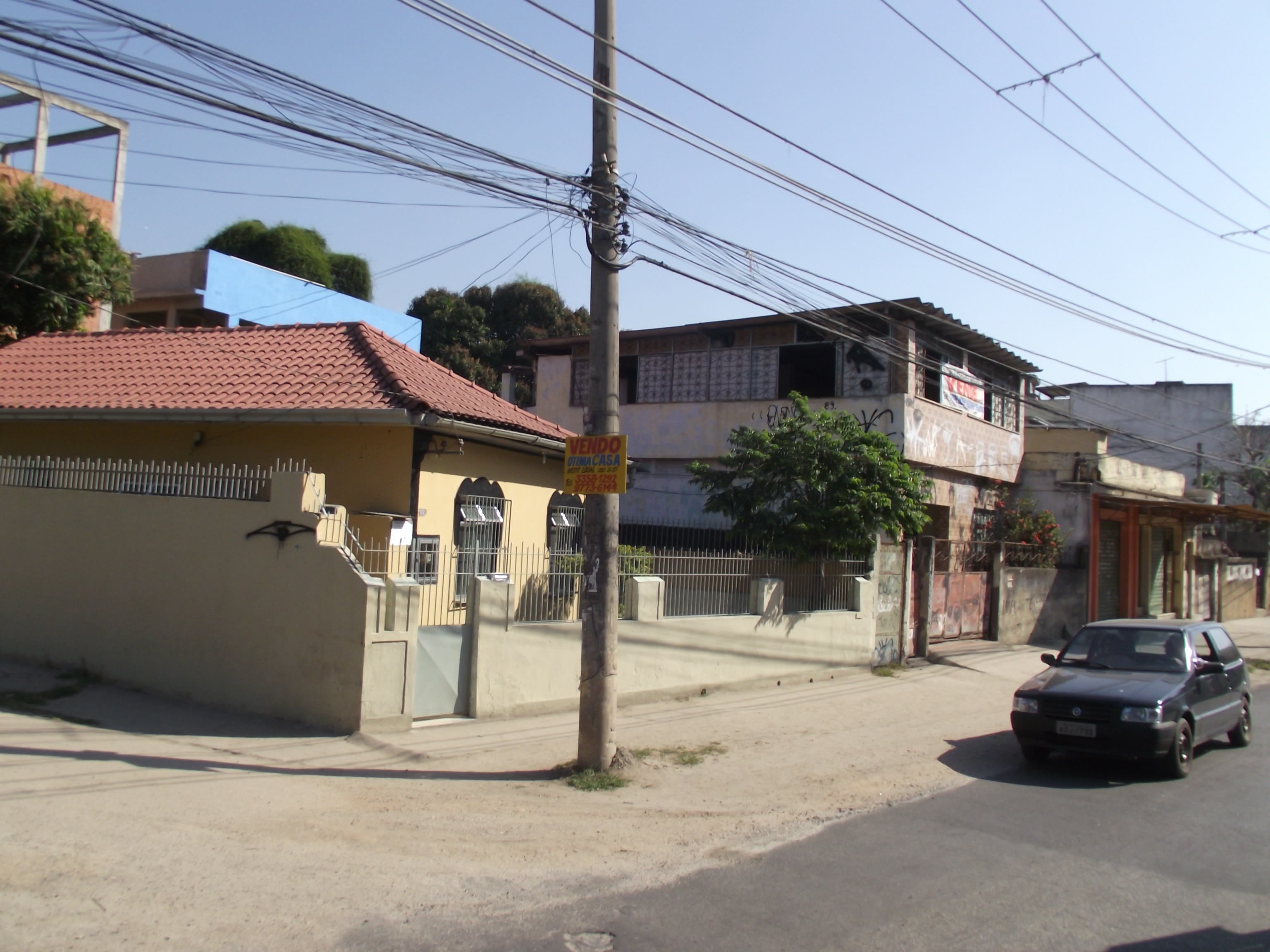
Engenheiro Belford.

## História
Seu nome é uma homenagem ao engenheiro Antonio de Salles Nunes Belford, da E. F. Melhoramentos.
Faz a ligação entre o Centro de São João de Meriti e o bairro de São Mateus. É um lugar favorecido geograficamente por ser próximo à região central do município. 
Atualmente sedia o sexagésimo-quarto departamento de polícia (64 DP), que é o maior ponto de referência do bairro e a DEAM, Delegacia Especializada no Atendimento à Mulher, que fica no mesmo prédio.
No bairro havia a estação de Engenheiro Berford, inaugurada em 1911 e suprimida na década de 1970.